# Fórmula Mohawk Valley
La Fórmula Mohawk Valley era un plan rompe-huelgas presuntamente realizado por el presidente de la compañía Remington Rand durante una huelga en Mohawk Valley en el año de 1937.
El plan incluía desacreditar a los dirigentes sindicales, asustar al público con la amenaza de violencia, el uso de la policía local y vigilantes para intimidar a los huelguistas, la creación de asociaciones títeres de "leales empleados" para influir en el debate público, fortificar los lugares de trabajo, el empleo de un gran número de trabajadores de reemplazo (esquiroles) y amenazar con cerrar la planta si el trabajo no se reanudaba.
La fórmula Mohawk Valley se describió en un artículo publicado en el "boletín de relaciones laborales" de la Asociación Nacional de Fabricantes durante en el cuarto mes de la huelga. El plan original se atribuye al presidente de la compañía de Mohawk Valley, Rand James Jr., aunque nunca se ha encontrado una prueba escrita. El artículo fue ampliamente difundido en forma de folleto por la Asociación Nacional de Fabricantes (NAM) más tarde ese año.
- Datos: Q478745